# Кербуково
Кербуково — деревня в   Ломоносовском районе Ленинградской области России. Входит в состав Копорского сельского поселения.

## История
Впервые упоминается в Писцовой книге Водской пятины 1500 года как село Кербикуль в Каргальском погосте Копорского уезда.
Затем как деревня Kerbikola by в Каргальском погосте (восточной половине) в шведских «Писцовых книгах Ижорской земли» 1618—1623 годов.
На карте Ингерманландии А. И. Бергенгейма, составленной по шведским материалам 1676 года, обозначена деревня Korpikylä.
На шведской «Генеральной карте провинции Ингерманландии» 1704 года — Korpikÿla.
Как деревня Корпикала она нанесена на «Географическом чертеже Ижорской земли» Адриана Шонбека 1705 года.
Как деревня Карбакалиа упомянута на карте Ингерманландии А. Ростовцева 1727 года.
На карте Санкт-Петербургской губернии Ф. Ф. Шуберта 1834 года обозначена деревня Кербуково, состоящая из 21 крестьянского двора.

КЕРБУКОВА — деревня принадлежит статской советнице Юрьевой, число жителей по ревизии: 58 м. п., 82 ж. п. (1838 год)

Согласно карте профессора С. С. Куторги 1852 года деревня называлась Кербуково.

КЕРБУКОВА — деревня статской советницы Юрьевой, по просёлочной дороге, число дворов — 16, число душ — 46 м. п. (1856 год)

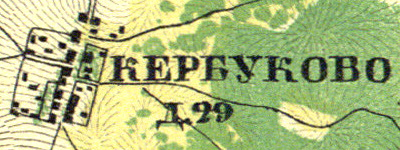
План деревни Кербуково. 1860 год

Согласно «Топографической карте частей Санкт-Петербургской и Выборгской губерний» в 1860 году деревня называлась Кербуково и насчитывала 29 крестьянских дворов.

КЕРБУКОВО — деревня владельческая при колодцах, число дворов — 20, число жителей: 39 м. п., 39 ж. п. (1862 год)

В конце XIX века деревня административно относилась к Копорской волости 2-го стана Петергофского уезда Санкт-Петербургской губернии, в начале XX века — 3-го стана.
С 1917 по 1923 год деревня Кербуково входила в состав Подозванского сельсовета Копорской волости Петергофского уезда.
С 1923 года в составе Троцкого уезда.
С 1924 года в составе Копорского сельсовета.
Согласно данным переписи населения СССР 1926 года в деревне Кербуково проживали 92 человека — большинство русские, а также эстонцы.
С 1927 года в составе Ораниенбаумского района.
В 1928 году население деревни Кербуково составляло 102 человека.

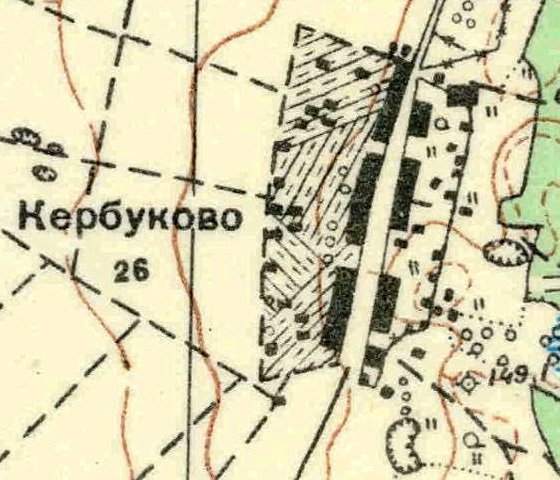
План деревни Кербуково. 1930 год

Согласно топографической карте 1930 года деревня насчитывала 26 дворов.
По данным 1933 года деревня Кербуково входила в состав Копорского сельсовета Ораниенбаумского района.
С 1 августа 1941 года по 31 декабря 1943 года деревня находилась в оккупации.
С 1950 года в составе Ломаховского сельсовета.
С 1954 года вновь в составе Копорского сельсовета.
С 1963 года в составе Гатчинского района.
С 1965 года в составе Ломоносовского района. В 1965 году население деревни Кербуково составляло 21 человек.
По данным 1966, 1973 и 1990 годов деревня Кербуково также входила в состав Копорского сельсовета.
В 1997 году в деревне Кербуково Копорской волости не было постоянного населения, в 2002 и 2007 году — также не было.

## География
Деревня расположена в юго-западной части района близ автодороги 41К-014 (Волосово — Керново), к востоку от административного центра поселения, села Копорье.
Расстояние до административного центра поселения — 2 км.
Расстояние до ближайшей железнодорожной станции Копорье — 6 км.

## Демография
| 1862 | 2002 | 2007 | 2010 | 2017 |
| ---- | ---- | ---- | ---- | ---- |
| 78   | ↘0   | →0   | ↗4   | ↘3   |